# Torpet Asplund
Torpet Asplund (även kallat Asplundtorpet eller bara Asplund) var ett torp som låg vid Alléparken i stadsdelen Äppelviken i Bromma inom Västerort i Stockholms kommun på platsen innanför det nuvarande huset Västerled nr 6 i kvarteret Ärilen. Torpet Asplund låg under Ulvsunda. Namnet Asplund finns bevarat i området i den näraliggande Asplundsvägen, som fick sitt namn 1920. Omkring år 1840 försvann själva torpstugan, men ladan som hörde till torpet, stod kvar till omkring 1921. Då revs ladan för att ge plats åt den nya villabebyggelsen, som ligger åt det håll där Stavgårdsgatan nu ligger. Från nuvarande Äppelviksvägen ledde en lindallé upp till platsen för Asplunds torp. Denna lindallé finns ännu delvis kvar i Alléparken mellan Äppelviksvägen och Alviksvägen. Alléparken har fått sitt namn av den gamla allén. Platsen, där torpet Asplund låg, var nära spårvagnshållplatsen Alléparken.
På tomten vid Västerled 6 finner man en ganska stor anläggning av trappor, terrasser och grindstolpar. Dessa ligger just vid den kulle där stugan låg. Eftersom anläggningen är så välbehållen kan den knappast vara kvar sedan den tid då torpet försvann, omkring år 1840. Terrassen anlades i samband med den nya bebyggelsen i början av 1920-talet, enligt tillförlitliga uppgifter. Man ville kanske helt enkelt säkra hågkomsten av torpets läge.

## Historik

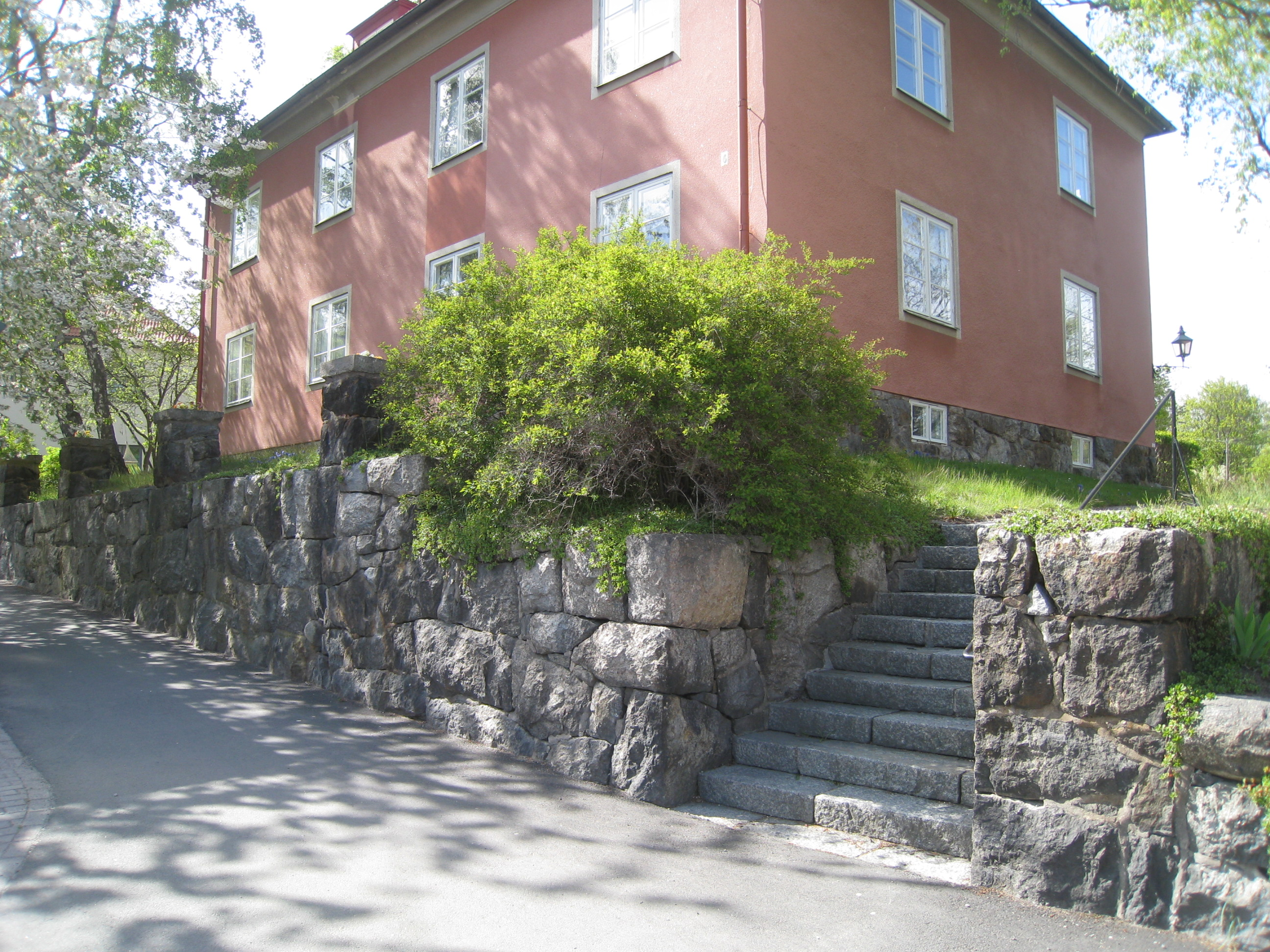
Asplunds torp låg på kullen på tomten ovanför trappan vid nuvarande Västerled 6 i Alléparken. De praktfulla trapp- och terrassanläggningarna uppfördes 1924 i samband med den nya bebyggelsen. Anläggningen omgärdas av granitmur med kraftiga stolpar, trappan leder upp till bostadshusets entré med placering mot baksidan.

Torpet Asplund upptas i jordeboken 1743 som brukat av torparen Lars Larsson. År 1797 upptas som ägare till torpet grosshandlaren Sommar. Då har torpet antagligen blivit sommarnöje. På en karta från 1845 markeras Asplunds lador. Det visar att torpet-sommarstället då tydligen inte längre var kvar. Allén med lindträden finns markerad på Topografiska kårens karta 1845.
År 1801 arrenderades Alviks säteri av skomakarmästaren Gustav Stenberg. Han köpte år 1810 torpen Ahlviken, Asplund och Widängen av brukspatron Johan Wegelin på Ulvsunda säteri. 
Fram till 1812 hörde torpet Asplund under Ulvsunda. Alviks gård, som låg på åsen, där nuvarande Alviksvägen 11-13 i kvarteret Alviken ligger, hade, som ovan nämnts, bildats 1810 genom avstyckning av egendomarna Alvik, Asplund och Widängen från Ulvsunda slotts ägor. De tre torpen, de så kallade lägenheterna Ahlviken, Asplund och Widängen, som tillhörde Ulvsunda säteri, sammanslogs och bildade tillsammans Alviks säteri. Enligt 1819 års jordebok bildades säteriet år 1819. Det var borgaren Jacob Plath som år 1819 förvärvade säterirättigheter för Alviken. Från 1822 förvaltades säterirättigheterna av Jacob Plath, som var Lieutnant vid borgerskapets Cavalleri Corps.
År 1812 slogs marken som hörde till torpet Asplund ihop med Alvikens gård och Vidängens torp och bildade säteriet Alviken. Genom sammanslagningen av de tre torpen bildades Alvikens nybyggda gård 1812, men de gamla torphusen uppges vara borta samma år. Efter att Jacob Plath hade ägt gården i 43 år sålde han gården 1852 till bageriåldermannen Per Sam Riton. Denne moderniserade och byggde till mangården och uppförde nya ekonomibyggnader. Efter tio år, år 1862, köpte fabrikören och grosshandlaren Lars Montén de båda gårdarna Alviks gård och Äppelvikens gård. Samma år renoverades också mangårdsbyggnaden vid Alviks säteri. I mitten på 1860-talet framgår, enligt en försäkringsvärdering av år 1866, att mangårdsbyggnaden hade undergått "betydande reparation". Men så hade inte varit fallet med byggnaderna vid Asplund, trots att Lars Montén var ägare även till dessa. Enligt Gunnar Björkman i Bromma hembygdsförenings årsbok torde det troliga vara att Asplunds manbyggnad helt enkelt fick förfalla och därefter rivas. Allén däremot har man tyckt vara vacker och därför förnyat.
År 1864 köpte grosshandlare Lars Montén både Alviks gård och Äppelvikens gård. Han byggde en stearinfabrik vid Mälarstranden i Alvik. Tre år senare, 1867 köpte Lars Montén även frälselägenheten Widängen, som låg norr om dagens Drottningholmsvägen.
Torpet Asplund brann troligen och torde därefter ha rivits i mitten på 1800-talet. Men idag kan man inte se några spår efter brand vid Asplund.

## Torpet Asplund som dagsverkstorp

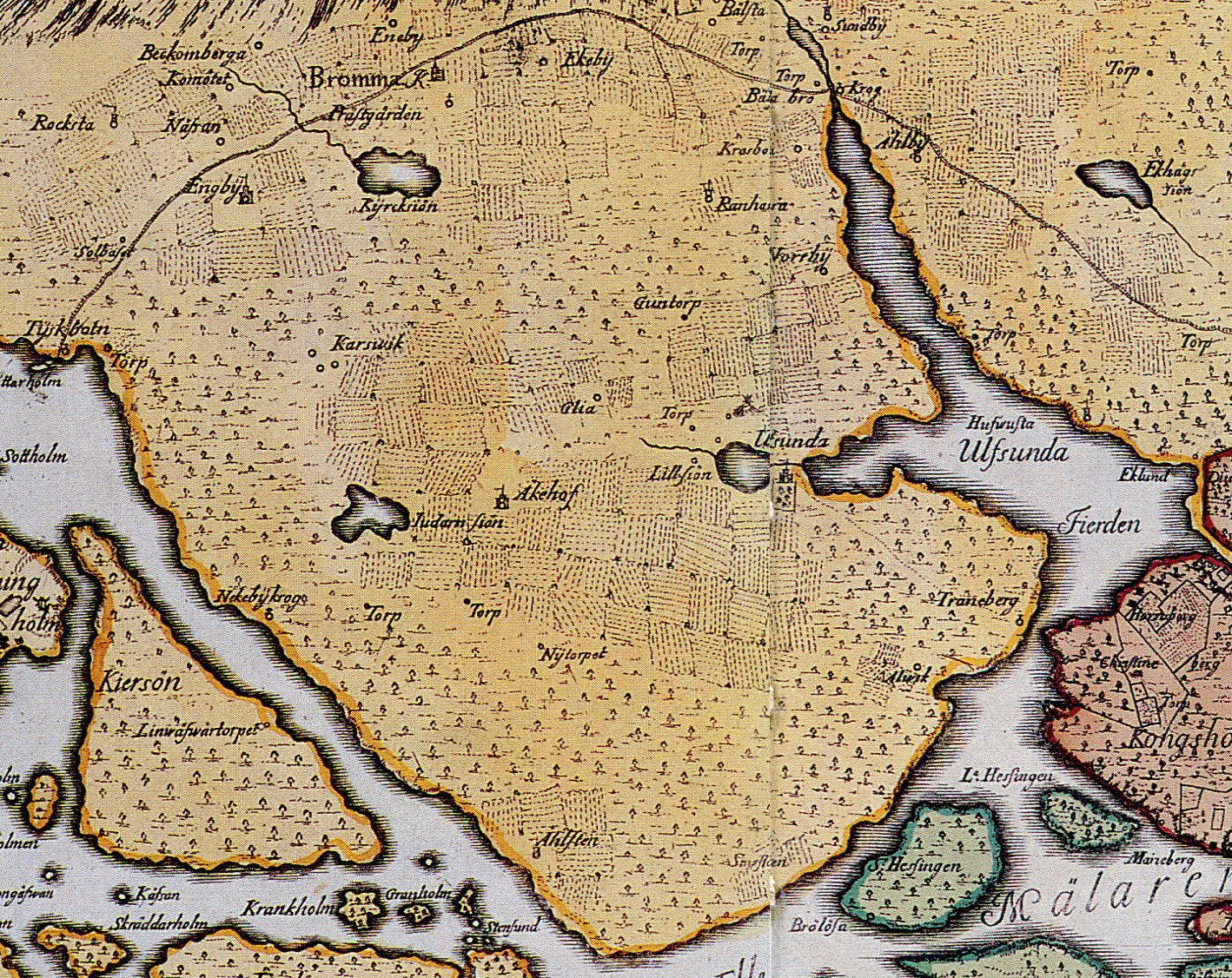
Del av Georg Biurmans karta över Stockholm med omgivning, som visar Brommalandet, "Charta Öfwer Stockholms Stads Belägenhet" från 1750 och 1751.

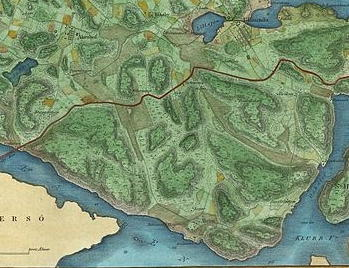
Bromma socken 1829, detalj. Asplunds torp finns inte utsatt på just denna karta, medan det finns utsatt på ett flertal andra kartor.

Torpet Asplund är upptaget som dagsverkstorp på en karta från 1743. Torpet beboddes då av torparen Lars Larsson. Torpet omnämns i husförhörslängder 1779-1810. År 1784 nämns till exempel i husförhörslängden Olof Persson och Christina Jonsdotter. Här bodde i slutet av 1800-talet Catharina Törnros med två barn, hon var änka efter torparen Lundell i Ahlwijken. År 1793 nämns en grosshandlare Sommar på det oskattlagda torpet Asplund och en bokhållare Lönnroth för 1801.
På 1790-talet förvärvades rågångs- och rörstorpen under frälsesäterierna ofta av stockholmsborgare, som hade dem som sommarnöjen eller malmgårdar. Både Alvik och Asplunds gårdar upptas i 1743 års specialjordbok (på sidan 1884) under Ulvsunda och de båda gårdarna drivs då av torparna Per Matsson och Larsson respektive. Men för det oskattlagda torpet Asplund står grosshandlare Sommar för torpet i 1797 års jordebok och att guldsmeden Nyberg står för Ahlvikens torp. I 1817 års jordebok står skomakaren Stenberg för Alviken. Jordeboken var en förteckning över jordegendomar som underlag för beskattning. I jordeboken fanns det uppgifter om gårdens läge, storlek, avkastning och ägarens namn.
I ett tillägg till 1743 års specialjordbok, då torparen hette Per Mattsson, står det så här: "Genom Kong. Kammarkollegii Utslag d. 21 Dec br 1819 äro emotstående Lägenheterne Ahlviken, Asplund och Widängen underliggande Ulfsunda Säteri och derifrån köpte, faststälde tillsammans til 1/4 d¼ Mantal, hvartil de under ett gemensamt namn af Ahlviks FrälseSäteri komma at uptagas." Men, enligt nytrycket av Topografiska kårens karta, översedd 1891, leder allén fortfarande till Asplunds lador. Från Tranebergsbranten kom den gamla Äppelviksvägen ner i en backe och vid ingången till Bromma-Teatern gick allén rakt mot söder. Därefter gick Äppelviksvägen rakt fram mot porten på nuvarande Gustavslundsvägen 175 och sedan gick den in på gården och följde vänstra (östra) kanten av den väg som nu finns anlagd här. Äppelviksvägen strök förbi den stora hängasken och det larsmässpäronträd, som vid mitten av 1960-talet ännu stod kvar som minne av den gamla alviksträdgården. Därefter fortsatte Äppelviksvägen ute på den yttersta kanten av den brant, som ännu är kvar av gårdarna till fastigheterna Alviksvägen 19-23. Terrassvägens sista bit är ungefär detsamma som Äppelviksvägens fortsättning fram till allén. Det har senare utretts att det faktiskt fanns en allé, varav några träd står kvar än idag, och att denna allé gick till torpet Asplund, ett sommarnöje, som hade förvandlats till torp. Allévägen fick sitt namn redan 1916. 
I sockenstämmoprotokoll nämns år 1794 den 21 augusti att stämpelmästare Törnbohm i Asplund bidragit med 16 shilling till nya böcker för kyrkan. Drängen Peter Jansson omnämns i husförhörsprotokoll för 1810.

## Torpet Asplund på kartor
På kartor från 1789, 1826, 1846 och 1855 finns torpet Asplund utsatt. På 1829 års karta är torpet däremot inte markerat. I mitten av 1800-talet torde torpet ha rivits, vilket troligen berodde på att det brann. Fram till omkring 1922 fanns dock Asplunds lada kvar. Ladan låg nära nuvarande Stavgårdsgatan. Ladan revs när kvarteret Ärilen vid Västerled började byggas med affärs- och flerfamiljshus samt villor. Dåvarande ägaren till Alvikens gård lät år 1852 bygga en ny loge, där torpet Asplund en gång låg. År 1923, ett år efter att Asplunds lada hade rivits, revs även Alviks mangårdsbyggnad och idag ligger flerfamiljshus på platsen för mangården som låg vid nuvarande Alviksvägen 7-11. Sedan länge är det känt att vid huset Västerled 6 finns en rest av torpet Asplund i form av en välbyggd stentrappa med flera trappsteg och två grindstolpar. Det är vad som finns kvar av torpet. Det var också här som den allé som gett namn åt Alléparken slutade.

## Bilder
Bebyggelseregistrets beskrivning av Västerled 6, Alléparken, Äppelviken, Bromma i kvarteret Ärilen 7: "Byggnaden ligger högt beläget på en terrasserad tomt vid Västerled 6. Bilderna på huset på Västerled 6 visar en rest i form av en välbyggd stentrappa med flera trappsteg och två grindstolpar. Flerfamiljshuset har två våningar och inredd vind, huset är uppfört 1924. Anläggningen omgärdas av granitmur med kraftiga stolpar, en trappa leder upp till bostadshusets entré med placering mot baksidan. Huset har bevarat mycket av sin ursprungliga karaktär, det har en symmetriskt uppbyggd fasad, valmat sadeltak med utsvängt nedre fall och tvåkupigt taktegel. Gården är delvis grusad, planterad med prydnadsbuskar och gräsmatta."

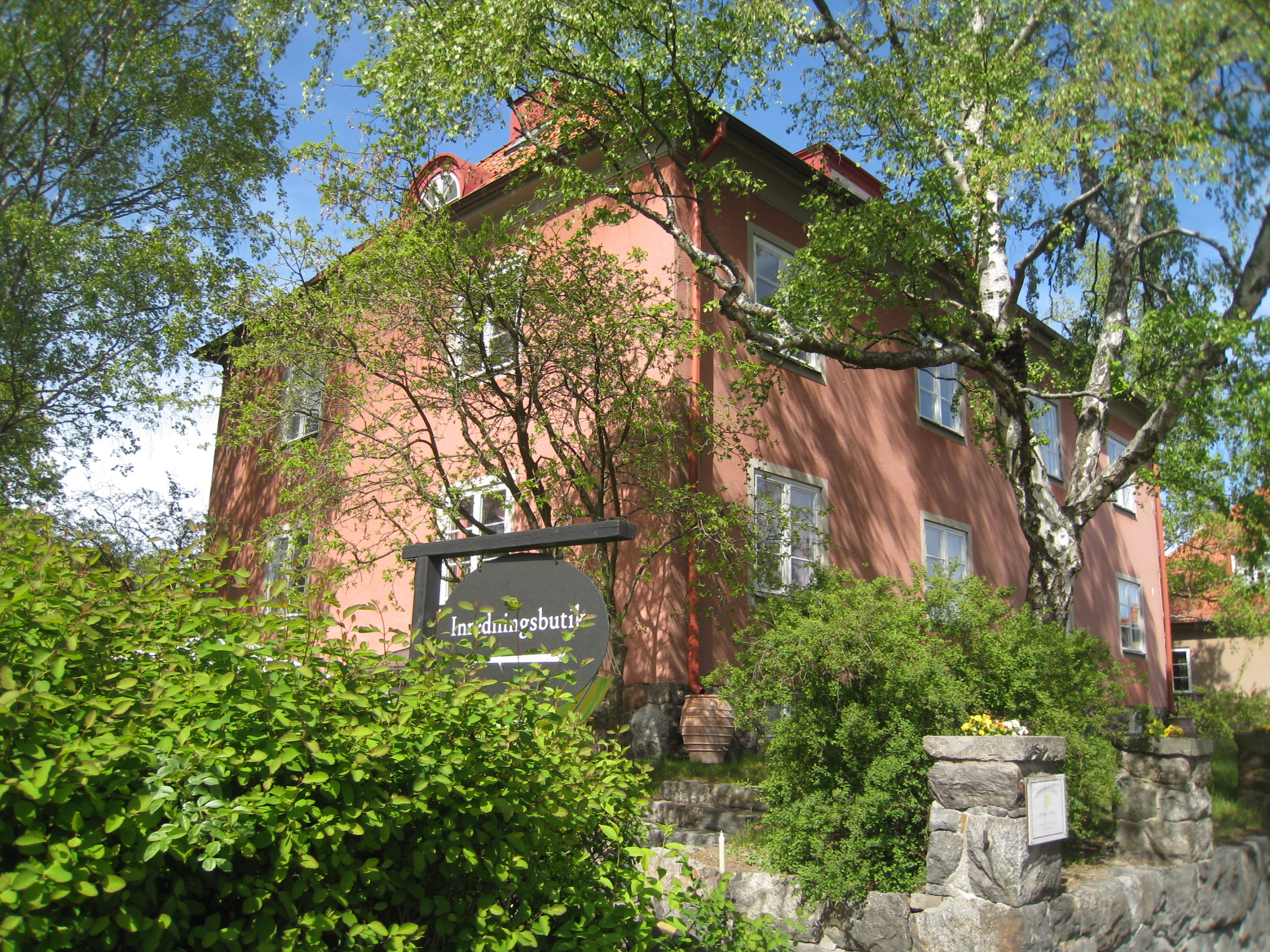
Västerled 6 i kvarteret Ärilen i Alléparken.
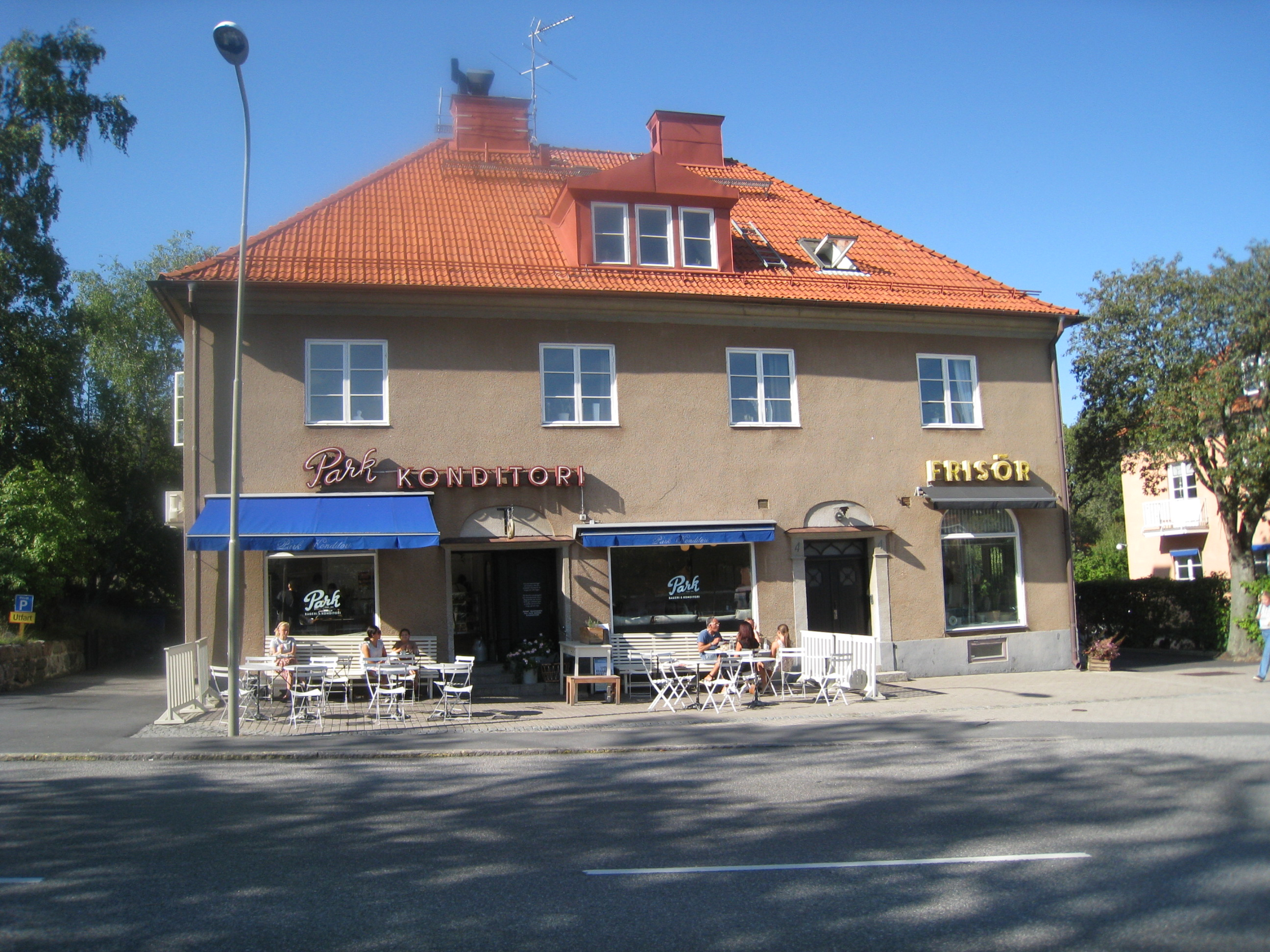
Västerled 4 i kvarteret Ärilen i Alléparken.
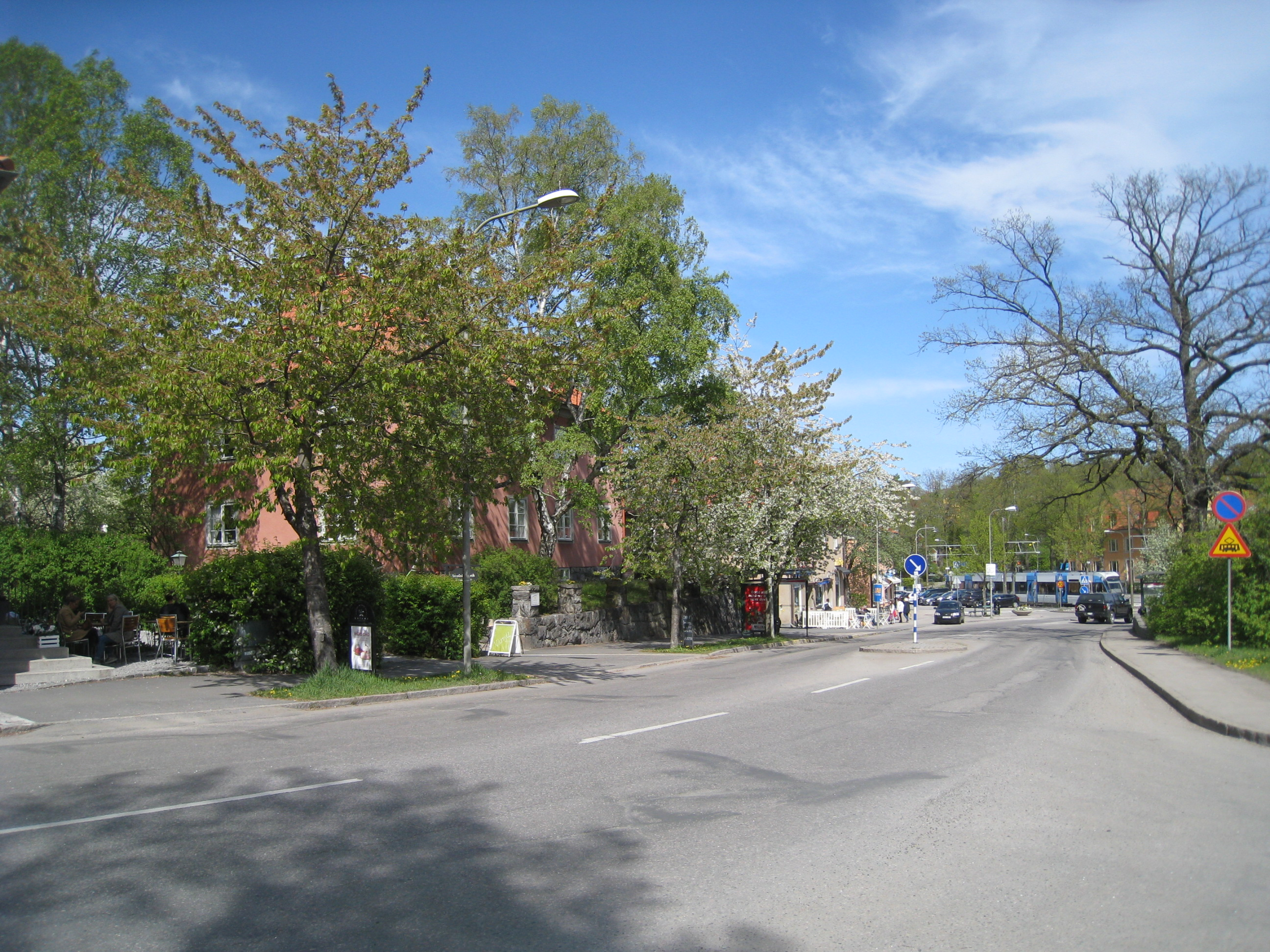
Västerled 6, här slutade den allé som givit namn åt Alléparken.